# Административная реформа Ленинграда (1936)

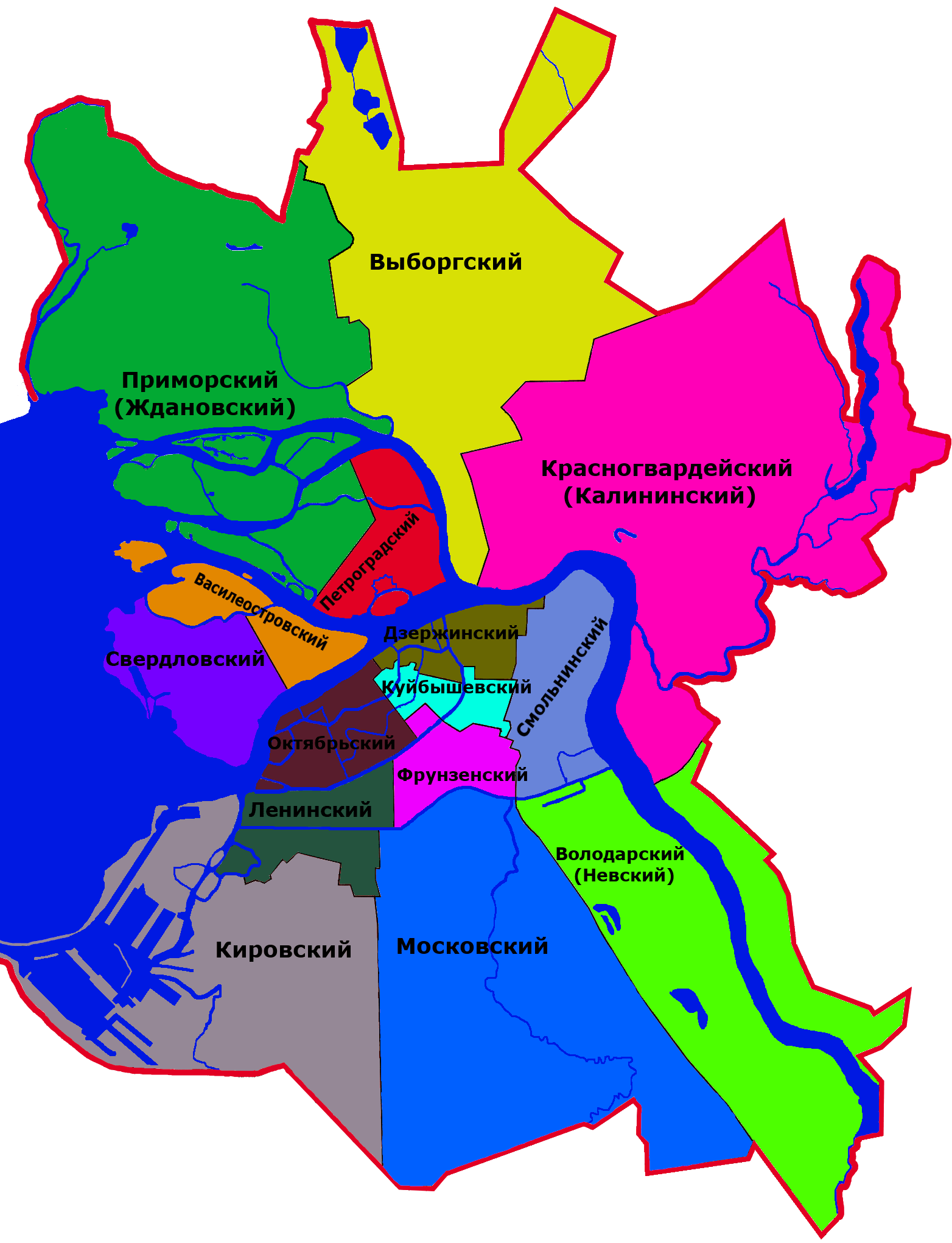
Районы Ленинграда после реформы 1936 года.

Административная реформа Ленинграда (1936 года) — административно-территориальная политическая реформа, проведённая в апреле 1936 года, в ходе которой Ленинград был переразделён с 10 до 15 районов.
Несмотря на официальные объяснения, связанные с улучшением управления, современные исследователи рассматривают реформу как инструмент внутрипартийной политики и закрепления итогов партийной чистки 1933–1936 годов.

## Исторический контекст
С 1933 года в СССР началась массовая партийная чистка, закреплённая резолюцией ЦК ВКП(б) «О чистке партии». В декабре 1935 года Пленум ЦК подвёл итоги проверки и поручил провести обмен партийных билетов с 1 февраля по 1 мая 1936 года.
По результатам обмена партийных билетов в Ленинграде было исключено 17 408 человек, что составляло 11,8% всего состава городской парторганизации. Главным организатором кампании стал Николай Ежов, ставший впоследствии — наркомом внутренних дел и ключевой фигурой Большого террора.

## Ход реформы
9 апреля 1936 года Президиум Ленсовета принял постановление «О разукрупнении районов г. Ленинграда», в котором говорилось, что реформа проводится «в целях дальнейшего улучшения советской работы в районах Ленинграда, приближения районного советского аппарата к предприятиям и учреждениям, а также улучшения обслуживания культурно-бытовых нужд населения». Это решение основывалось на записке Жданова, одобренной Политбюро ЦК ВКП(б).
Политическим заранее утвержденным решением районирования 1936 года было создание 15 районов. Это отличает его от деления Ленинграда в 1930 году, когда в архивах зафиксированы пять разных вариантов: один — на 7 районов, два — на 6 и два — на 8 районов.
Во всех предварительных расчетах новые районы заданы под номерами от 1 до 15, что подтверждает представление о безместности советских районных хоронимов. В более поздних рабочих материалах районы обретают названия: сначала предварительные (напечатаны и зачеркнуты), затем окончательные (вписаны от руки). Вопрос названий столь второстепенен, что хороним «Смольнинский» (сохранился в названии современного муниципального образования) в процессе работы переходит от одного района к другому. 
| Обозначение района при расчетах | Предварительное название района | Окончательное название района |
| ------------------------------- | ------------------------------- | ----------------------------- |
| 1                               | Октябрьский                     | Октябрьский                   |
| 2                               | Центральный                     | Куйбышевский                  |
| 3                               | Смольнинский                    | Дзержинский                   |
| 4                               | Сев. Кировский                  | Ленинский                     |
| 5                               | Юж. Кировский                   | Кировский                     |
| 6                               | Центральный                     | Фрунзенский                   |
| 7                               | Московский                      | Московский                    |
| 8                               | Юж. Володарский                 | Володарский                   |
| 9                               | Сев. Володарский                | Смольнинский                  |
| 10                              | Полюстровский                   | Красногвардейский             |
| 11                              | Выборгско-Лесной                | Выборгский                    |
| 12                              | Петр. Зап.                      | Приморский                    |
| 13                              | Петр. Вост.                     | Петроградский                 |
| 14                              | Вас. Вост.                      | Василеостровский              |
| 15                              | Вас. Зап.                       | Свердловский                  |

На территории города было образовано 15 районов вместо 10. Деление проводилось по заранее утверждённым расчётам и сопровождалось агитационной кампанией в газетах «Правда» и «Ленинградская правда». Районные партконференции прошли уже к 21 апреля.
Архивные материалы показывают, что подготовительные расчёты включали не только новые границы, но и перераспределение более 1700 первичных партийных организаций и свыше 120 000 коммунистов. Для этого использовались таблицы с отраслевой классификацией (рабочие, учебные, учрежденческие и др.), которые позволяли авторам реформы добиться заданного баланса сил в партийных ячейках.
Например, в одном из расчётов число коммунистов в Технологическом институте было вручную исправлено с 558 на 548 человек, что демонстрирует скрупулёзность подготовки по данному направлению.

## Политическая цель и партийный контроль
Публично новые районы создавались для приближения районного советского аппарата к предприятиям и учреждениям и усиления советской демократии. 

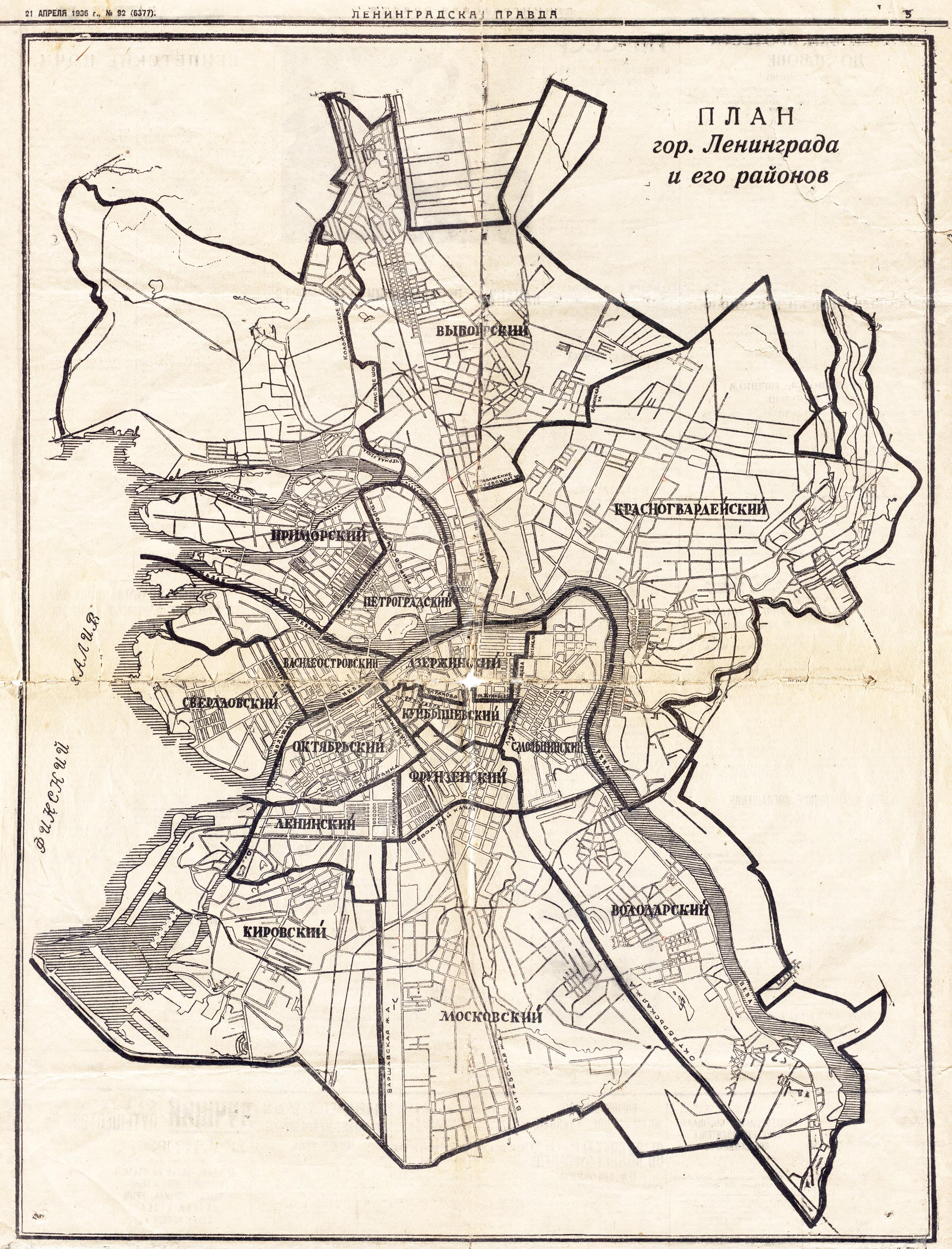
Границы новых районов Ленинграда в газете "Ленинградская правда" от 21 апреля 1936 года

Пропагандистская кампания настойчиво высвечивала соответствующие требования с мест. «Громоздкость нашего района мешала райкому наладить настоящее конкретное руководство. Здесь лежит одна из причин медленного развития стахановского движения на некоторых предприятиях», — возмущался партийный организатор Кировского завода Пилатов. Недостаток внимания «к низам» выливался в слова обиды на партийных конференциях: «У нас есть члены и кандидаты партии, которые не слышали и не видели секретаря райкома»,— цитировала «Ленинградская правда» рабочего Евдокимова с завода им. Жданова.

Новое районирование единодушно одобрено, задачи ясны, новые райкомы избраны. За работу, товарищи! За сталинскую заботу о человеке!— «Правда» 21 апреля 1936 года.
Кроме того, районирование подавалось как первый шаг плана дальнейшего развития города Ленина в ближайшие десять лет.
Внутренние документы показывают, что основная цель — закрепление итогов партийной чистки и подготовка к волне репрессий. А. А. Жданов отмечал, что разукрупнение районов поможет «конкретно руководить участками работы, осуществлять проверку постановлений партии на местах».
Райкомы получили ключевую роль в процессе обмена партбилетов. Первый секретарь райкома лично проводил обмен документов и имел исключительное право решать вопрос об исключении членов партии. Это превращало нового райсекретаря в центральную фигуру партийного контроля. По данным на февраль 1936 года, в Ленинграде было исключено более 17 тысяч человек — больше, чем численность любой районной партийной организации на тот момент (за исключением Выборгской).
В соответствии с заветами классиков экономической географии сложная работа джерримендеров увенчана характеристиками районов. Так, Володарский, Кировский, Красногвардейский, Ленинский и Свердловский районы охарактеризованы в справках как «чисто рабочие районы», Василеостровский и Выборгский—как «рабочие районы со значительным удельным весом вузовских парторганизаций», Октябрьский, Смольнинский и Фрунзенский—как районы «с преобладанием учрежденческих и вузовских парторганизаций и со значительным удельным весом рабочих парторганизаций» и т. д.

## Внутрипартийный джерримендеринг

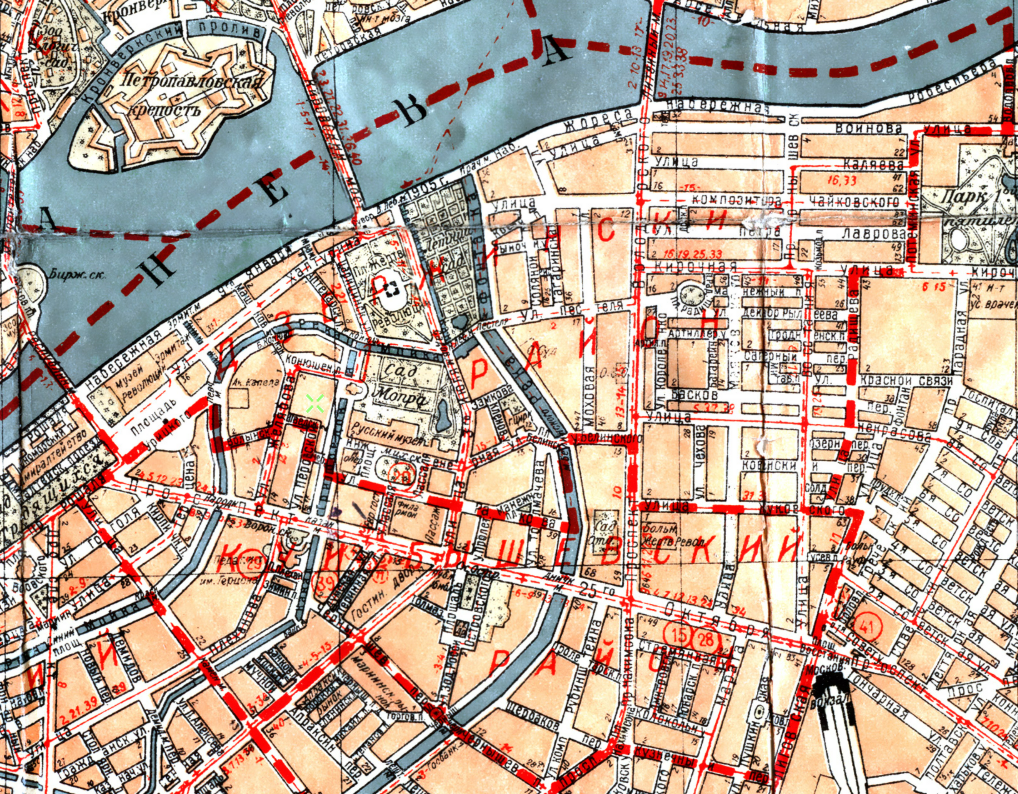
На схеме отчётливо видно, что границы Куйбышевского и Дзержинского районов проходят не по естественной и широкой оси — Невскому проспекту (в то время проспекту 25 Октября), а по второстепенным улицам и переулкам к северу от него.

Исследователь К. А. Страхов применяет к реформе понятие внутрипартийного джерримендеринга — целенаправленной перекройки границ для формирования выгодных партийных ячеек. Методы партийного джерримендеринга прослеживаются в весьма причудливых районных границах, проведенных на карте Ленинграда в 1936 году. Законное недоумение вызывают районные границы, проведенные через центр Дворцовой площади. Граница между Выборгским и Красногвардейскими районами на юге была проведена не по естественной границе Финляндской железной дороги, а по Лесному проспекту. Васильевский остров и Петроградская сторона были разрезаны причудливым образом между несколькими районами.
Границы новых районов зачастую проходили не по улицам, а через здания. Например, граница района № 3 включала здание Ленинградского военного округа, а район № 4 был «расширен» за счёт Варшавского вокзала.
Ни равномерность числа членов ВКП(б), ни равенство первичных организаций не соблюдались. В Куйбышевском районе было 299 организаций, в Свердловском — лишь 59.
Районы классифицировались как:

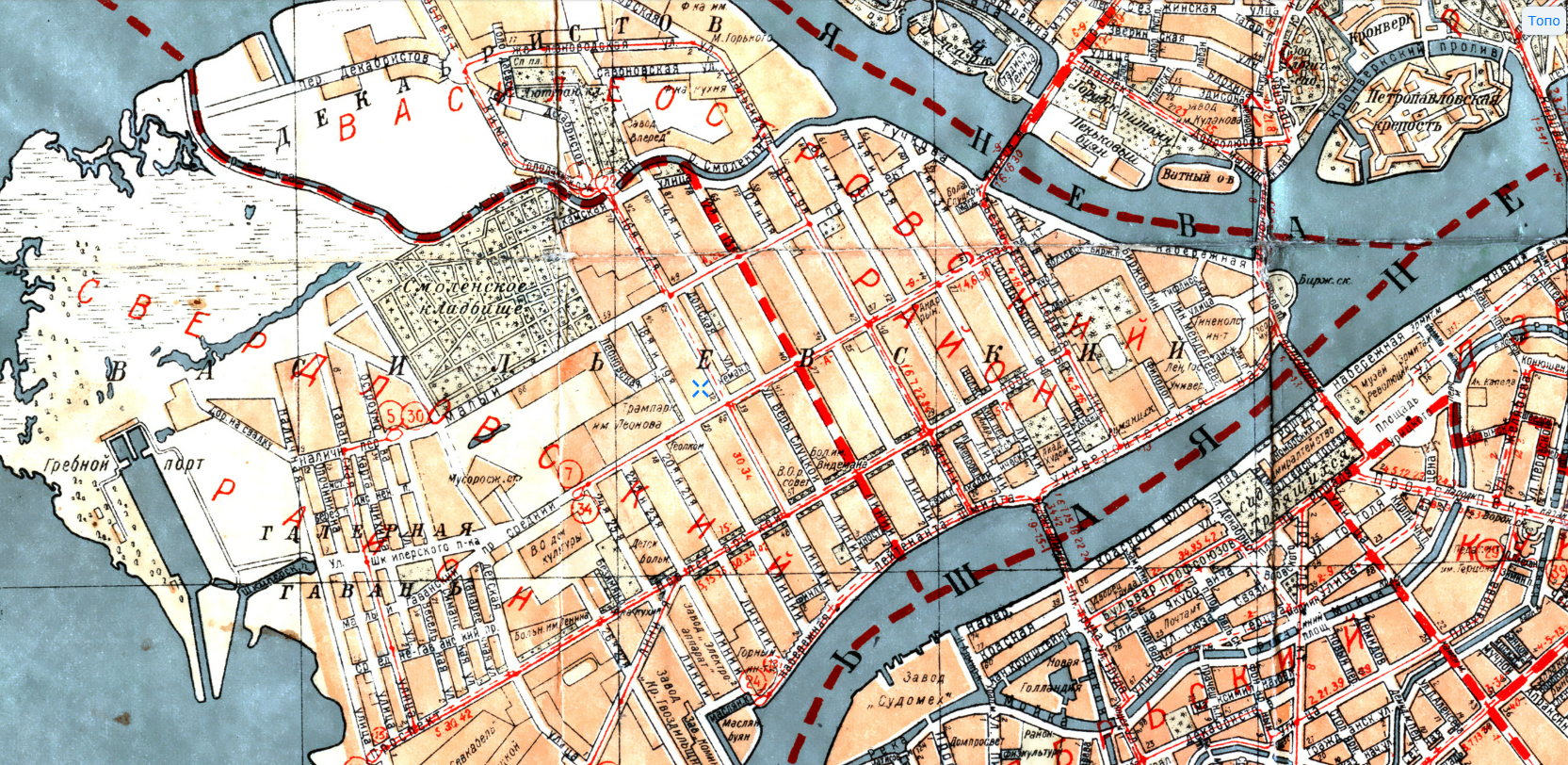
Реформа 1936 года искусственно разделило территорию Васильевского острова между Василеостровским и Свердловским районами; граница прошла по 12-й и 13-й линиям и далее по реке Смоленке, игнорируя естественные и социально сложившиеся границы.

1. Реформа 1936 года искусственно разделило территорию Васильевского острова между Василеостровским и Свердловским районами; граница прошла по 12-й и 13-й линиям и далее по реке Смоленке, игнорируя естественные и социально сложившиеся границы.«чисто рабочие» (Кировский, Володарский, Красногвардейский),
2. «учрежденческие» (Куйбышевский, Дзержинский),
3. «смешанные» (Смольнинский, Фрунзенский)[21].

Во всех районах совокупная доля рабочих и бюрократов составила более 60%, то есть обеспечивала большинство голосов в районной партийной организации. В двух районах (Выборгском и Фрунзенском) показатель составлял 66,7% (то есть ровно 2/3 голосов), а в Свердловском районе 67,7%. Это позволяло точно прогнозировать внутренний баланс сил и исключить оппозицию. Секретари райкомов получили исключительное право выдавать партбилеты и выносить предложения об исключении членов партии.

## Наследие и значение
Почти половина современных районов городов России образованы в 1930-е годы, а их структура во многом сохраняется до сих пор
Происхождение районных границ, не позволяют рассматривать образованные в сталинское время городские районы как пригодные для развития местного самоуправления на внутригородских территориях: они не связаны с местными сообществами и создавались для выполнения противоположной функции — подчинения территории и населения задачам правящей партии и тоталитарного государства.